# جورج إدموند ليندسي
جورج إدموند ليندسي (بالإنجليزية: George Edmund Lindsay)‏ هو عالم نبات أمريكي، ولد في 1916، وتوفي في 2002.